# Morganville (Kansas)
Morganville es una ciudad ubicada en el condado de Clay en el estado estadounidense de Kansas. En el año 2010 tenía una población de 192 habitantes y una densidad poblacional de 213,33 personas por km².

## Geografía
Morganville se encuentra ubicada en las coordenadas 39°28′2″N 97°12′12″O / 39.46722, -97.20333 (39.467189, -97.203350).

## Demografía
Según la Oficina del Censo en 2000 los ingresos medios por hogar en la localidad eran de $33,125 y los ingresos medios por familia eran $36,429. Los hombres tenían unos ingresos medios de $24,688 frente a los $21,563 para las mujeres. La renta per cápita para la localidad era de $12,423. Alrededor del 4.4% de la población estaban por debajo del umbral de pobreza.